# Дама с попугаем
«Да́ма с попуга́ем» — советский фильм 1988 года режиссёра Андрея Праченко.

## Сюжет
Сергей Алексеевич Зверев знакомится на море с девушками, что ему, якобы работающему по престижной профессии (то он представляется пилотом, летающим за рубеж, то работником Внешторга), легко удаётся. Хулиганистый Лёшка из лагеря узнаёт Сергея: их с классом водили на экскурсию в аэропорт. Чтобы скрыть обман, выполняет желания Лёшки: водит его гулять в парк развлечений, угощает в кафе, фотографирует. На пляже Сергея заинтересовывает женщина по имени Елена, одиноко сидящая на пляже с попугаем в клетке. Она не настроена знакомиться, но охотно рассказывает о своём муже и своём сыне — круглом отличнике, которого даже показывали профессору из Новосибирского Академгородка. Сергей безуспешно пытается затащить её в постель. В итоге Елена внезапно уезжает.
После отпуска Сергей, который на самом деле работает авиатехником в аэропорту, возвращается домой и пытается найти Елену, придя по адресу, который повторял попугай. Проживающие там люди рассказывают Сергею, что этого попугая им приносят не первый раз: прежние хозяева давно переехали. Мать Сергея не довольна холостой жизнью великовозрастного сына.
Лёшка хвастается в школе фотографиями с отпуска, но в его сказки об отце не все верят. Лёшка находит Сергея в Москве. Ему, живущему с матерью, не хватает отца и он постоянно втягивает Сергея в разные авантюры: в первый раз, Сергей ввязывается в разборку с хулиганами, и его избивают; во второй раз, Лёшка приводит Сергея на родительское собрание, заявив, что это его отец. Изрядно покраснев за «сына»-хулигана, Сергей бросается за Лёшкой с ремнём. Оба оказываются в отделении милиции, где Сергей устраивает драку с главарём хулиганов. Сергею грозит административный арест, но Лёшка объясняет милиционеру ситуацию, и тот отпускает Сергея. За Лёшкой приходит мать. В ней Сергей узнаёт Елену и смущённо говорит ей, что её попугай у него. Втроём они идут к остановке трамвая. Сергей переходит на свою сторону. Елена и Лёшка смотрят на Сергея, а он на них. На сторону Сергея приходит трамвай. У фильма открытый финал.

## В ролях
- Алексей Жарков — Сергей Алексеевич Зверев
- Светлана Смирнова — Елена Ивановна Степанцова
- Дима Копп — Лёшка, сын Елены
- Мария Виноградова — мать Сергея
- Станислав Садальский — Гена Фёдоров
- Татьяна Лютаева — Милочка
- Альберт Филозов — Аристарх
- Богдан Бенюк — директор пионерлагеря
- Николай Гудзь[укр.] — Геннадий (знакомый на пляже)
- Сергей Иванов — Витёк, водитель в аэропорту
- Александр Вокач — врач-кардиолог
- Виктор Демерташ — атомщик
- Галина Долгозвяга — Вера
- Валентина Ивашёва — Евдокия Кузьминична
- Нина Колчина-Бунь — учительница
- Людмила Логийко — Раечка, жена Аристарха
- Татьяна Митрушина — мать Иры (на родительском собрании)
- Леонид Яновский — лейтенант милиции
- Елена Копыл — Лидочка
- Александр Милютин — Соломин, сержант милиции
- Сергей Полежаев — профессор
- Сергей Галанин — музыкант на танцплощадке
- Игорь Сукачёв — музыкант на танцплощадке

## О фильме
Фильм снимался в посёлке Пицунда (Абхазская АССР, Грузинская ССР), Чертаново и аэропорту Шереметьево. В одном из эпизодов виден британский «Конкорд», что для Советского Союза было очень редким явлением. Финальная сцена (с подъезжающим трамваем) снята на улице Чертановская, напротив дома № 59. В настоящее время остановка, где стоят герои, сохранилась (к ней добавились обычные для современной Москвы конструкции), но дом, который возвышается за спинами Лёшки и Елены (узел телефонной городской сети), снесён, вместо него стоит современный жилой комплекс. Интересно, что герой Жаркова уезжает на трамвае, у которого через одну остановку конечная. 
Летние сцены сняты в Абхазии. Главный герой поселяется в Доме творчества союза писателей СССР в Пицунде (Литфонд). Тем не менее на пляж он выходит у корпусов Объединения пансионатов курорта Пицунда (семь 14-этажных зданий), это примерно 40 минут пешком вдоль берега моря от Литфонда. Все пляжные сцены сняты именно там. Сцена поиска утонувшего мальчика снята, однако, на пляже Литфонда.
В фильме звучит популярная в те годы песня «The Final Countdown» группы «Europe». Группа «Бригада С» исполнила в фильме песню «Сантехник». В сцене на пляже звучит песня Ирины Понаровской «Знаю — любил…» и песня Ray Charles «Crying Time».
В 2014 году журнал «Сноб» поставил фильм на первое место в пятёрке лучших курортных фильмов из СССР.

## Съёмочная группа
- Режиссёр: Андрей Праченко
- Сценаристы: Михаил Ильенко, Андрей Праченко
- Оператор: Василий Трушковский
- Композитор: Вадим Храпачев
- Художник: Борис Жуков